# 大村季色
大村 季色（おおむら きいろ、2000年9月26日 - ）は、日本の女子バレーボール選手である。

## 来歴
千葉県松戸市出身。
市立船橋高等学校、日本体育大学を経て、2022/23シーズン、V.LEAGUE DIVISION1 WOMEN（V1女子）に所属するPFUブルーキャッツの内定選手となった。2022年度黒鷲旗で日体大の選手としてPFUと対戦していて、楽しく元気のあるチームだという印象を抱いていた。内定選手としてV1女子の試合に出場し、Vリーグデビューを果たした。
2023年、大学卒業後に、PFUブルーキャッツに入団した。
同年の黒鷲旗で存在感を出す。準決勝の岡山シーガルズ戦で12得点を挙げて0-2からの逆転勝ちの原動力となり、決勝の埼玉上尾メディックス戦にも出場し得点を挙げ、チームの初優勝に貢献し、自身も若鷲賞（最優秀新人賞）を受賞した。

## 所属チーム
- 松戸市立第四中学校
- 船橋市立船橋高等学校（2016-2019年）
- 日本体育大学（2019-2023年）
- PFUブルーキャッツ/PFUブルーキャッツ石川かほく（2023年-）

## 受賞歴
- 2023年 - 第71回黒鷲旗全日本男女選抜大会 若鷲賞
- 2024年 - V・サマーリーグ東部大会 最優秀選手賞